# Lithobius orghidani
Lithobius orghidani är en mångfotingart som beskrevs av Matic och Negrea 1966. Lithobius orghidani ingår i släktet Lithobius och familjen stenkrypare.
Artens utbredningsområde är Rumänien. Inga underarter finns listade i Catalogue of Life.